# Glanbia
Glanbia est une entreprise irlandaise spécialisé dans  la production et la commercialisation de produits laitiers, nutritionnels et alimentaires à destination des industries agroalimentaire et pharmaceutique.

## Actionnaires
| Nom                                  | Actions    | %     |
| Glanbia Cooperative                  | 93 330 709 | 31,5% |
| Mawer Investment Management          | 14 852 659 | 5,02% |
| Capital Research & Management        | 12 283 796 | 4,15% |
| Black Creek Investment Management GI | 11 888 469 | 4,02% |
| Capital Research & Management WI     | 11 153 766 | 3,77% |
| The Vanguard Group                   | 5 228 471  | 1,77% |
| Standard Life Investments            | 4 956 518  | 1,67% |
| Norges Bank Investment Management    | 4 914 017  | 1,66% |
| Mackenzie Financial                  | 2 823 549  | 0,95% |
| Aviva Investors Global Services      | 2 569 430  | 0,87% |

Mise à jour au 1er septembre 2019

## Site
https://www.glanbia.com/